# RCA Championships 2006
RCA Championships 2006 — тенісний турнір, що проходив на кортах з твердим покриттям у місті Індіанаполіс, USA з 17 липня . Належав до категорії ATP International Series. Був турніром серії Indianapolis Tennis Championships 2006 року.

## Фінальна частина

### Одиночний розряд
Джеймс Блейк —  Енді Роддік 4–6, 6–4, 7–6(7–5)

### Парний розряд
Боббі Рейнольдс /  Енді Роддік —  Пол Голдстейн /  Джим Томас 6–4, 6–4